# Lykkelig undervejs
Lykkelig undervejs er det ottende studiealbum fra den danske rocksanger Michael Falch. Det blev udgivet den 26. april 2001. Musikmagasinet GAFFA gav albummet fire ud af seks stjerner. Albummet toppede som #19 på Hitlistens Album Top-40 og nåede fem uger på listen.

## Spor
1. "Hvornår Er Vi Der?" - 4:12
2. "Baby Blue Eyes" - 3:46
3. "I De Stores Spor" (baggrundvsokal af Poul Krebs) - 2:33
4. "Lykkelig Undervejs" - 4:32
5. "Syng Nu, Chicago" - 4:19
6. "I Dit Eget Tøj" - 5:38
7. "Din Himmel Så Blå" (vokal af Lis Sørensen) - 3:54
8. "Værelse #414" - 4:38
9. "Kig Op, Min Sjæl" - 5:03
10. "Den Blå Time" - 4:00